# Alex Kidd BMX Trial
Alex Kidd BMX Trial (アレックスキッドBMXトライアル?) es un videojuego para Master System publicado por Sega, solamente en Japón, el 15 de noviembre de 1987.

## Jugabilidad
Este juego requiere como controlador un paddle. El jugador tiene que guiar a Alex Kidd en una carrera de BMX a través de un circuito con obstáculos evitando que los restantes competidores lo tiren de su bicicleta. Hay que superar cinco niveles. Cada fase nueva depende de cuál fue el punto de salida en el que se finalizó la fase previa. Alex tiene un medidor de vitalidad que indica cuantos choques y golpes puede aguantar. Se pierde la carrera si el medidor se vacía.